# Mondia
Mondia là chi thực vật có hoa trong họ Apocynaceae.